# Nyctimene rabori
Nyctimene rabori — вид рукокрилих, родини Криланових. 

## Середовище проживання
Вертикальний діапазон поширення від рівня моря до 1300 м над рівнем моря. Проживає в первинних і вторинних лісах. Більшість останніх розташовані поблизу водоймищ.